# Szövetségi Nyomozóiroda
A Szövetségi Nyomozóiroda (angolul Federal Bureau of Investigation, rövidítve FBI, kiejtése: ef-bí-áj) az Amerikai Egyesült Államok szövetségi szintű nyomozószerve. A legkiterjedtebb nyomozati jogkörrel és legszélesebb körben működő szövetségi rendőri szerv, alárendeltségét illetően a Department of Justice, azaz az Egyesült Államok igazságügyi minisztériuma alá tartozik. Az FBI működésének jogalapját a 28-as törvény 533-as bekezdése (United States Code Title 28, Section 533) adja meg, amely szerint az igazságügy-miniszternek joga van „közalkalmazottakat kinevezni… az Egyesült Államok elleni bűncselekmények felderítésére”. További szövetségi törvények felruházzák az FBI-t azzal a joggal és kötelességgel, hogy bizonyos bűncselekményekben is nyomozzon. Jelenleg az FBI-nak több mint 200 szövetségi bűntény esetén van nyomozási hatásköre, és így a szövetségi rendvédelmi szervezetek közül a legszélesebb hatáskörrel rendelkezik. Az FBI 1949 óta teszi közzé a tíz legkeresettebb bűnöző listáját (FBI Top Ten Most Wanted Fugitives).

## Az FBI küldetése
Az FBI feladata a törvény betartatása azáltal, hogy a szövetségi büntető törvénykönyvben szereplő cikkelyek megsértése után nyomoz; hogy az Egyesült Államokat megvédi a külföldi hírszerzési és terrorista cselekményektől; hogy a szövetségi, állami, helyi és nemzetközi ügynökségek számára rendvédelmi vezetési segítséget nyújt; és hogy mindezen feladatokat úgy látja el, hogy az a lakosság érdekeit szolgálja, és hű legyen az Amerikai Egyesült Államok alkotmányához.
Az FBI nyomozásai által felderített információt egy szövetségi ügyésznek vagy igazságügyi minisztériumi beosztottnak adják át, aki azután vádemelésről vagy egyéb teendőről dönt. A társadalmat kiemelt mértékben érintő öt területre különös figyelmet fordítanak – ezek a terrorelhárítás, a kábítószer-kereskedelem illetve a szervezett bűnözés elleni harc, a kémelhárítás, az erőszakos bűncselekmények és a fehérgalléros bűnözés.
Az FBI-nak vegyes története van a törvény betartatása és áthágása terén. A különleges ügynökökből álló testület az évek alatt jelentősen gyarapodott, és manapság az FBI 17 000 fős állományából 11 000-en vannak. A különleges ügynökök nagy része más országokban állomásozik, ahol az amerikai nagykövetségeken „jogi attasé” beosztásban dolgoznak (legal attaché vagy LEGAT). Az új és a veterán ügynököket egyaránt a virginiai Quantico-ban található FBI Akadémián képzik ki. Az FBI ezentúl még egy nagyjából ezer fős biztonsági testületet is fenntart, akik az FBI központjának számító J. Edgar Hoover épületet, a quanticói FBI Akadémiát és a New York-i irodát védik.

## Az FBI jelenlegi feladatai

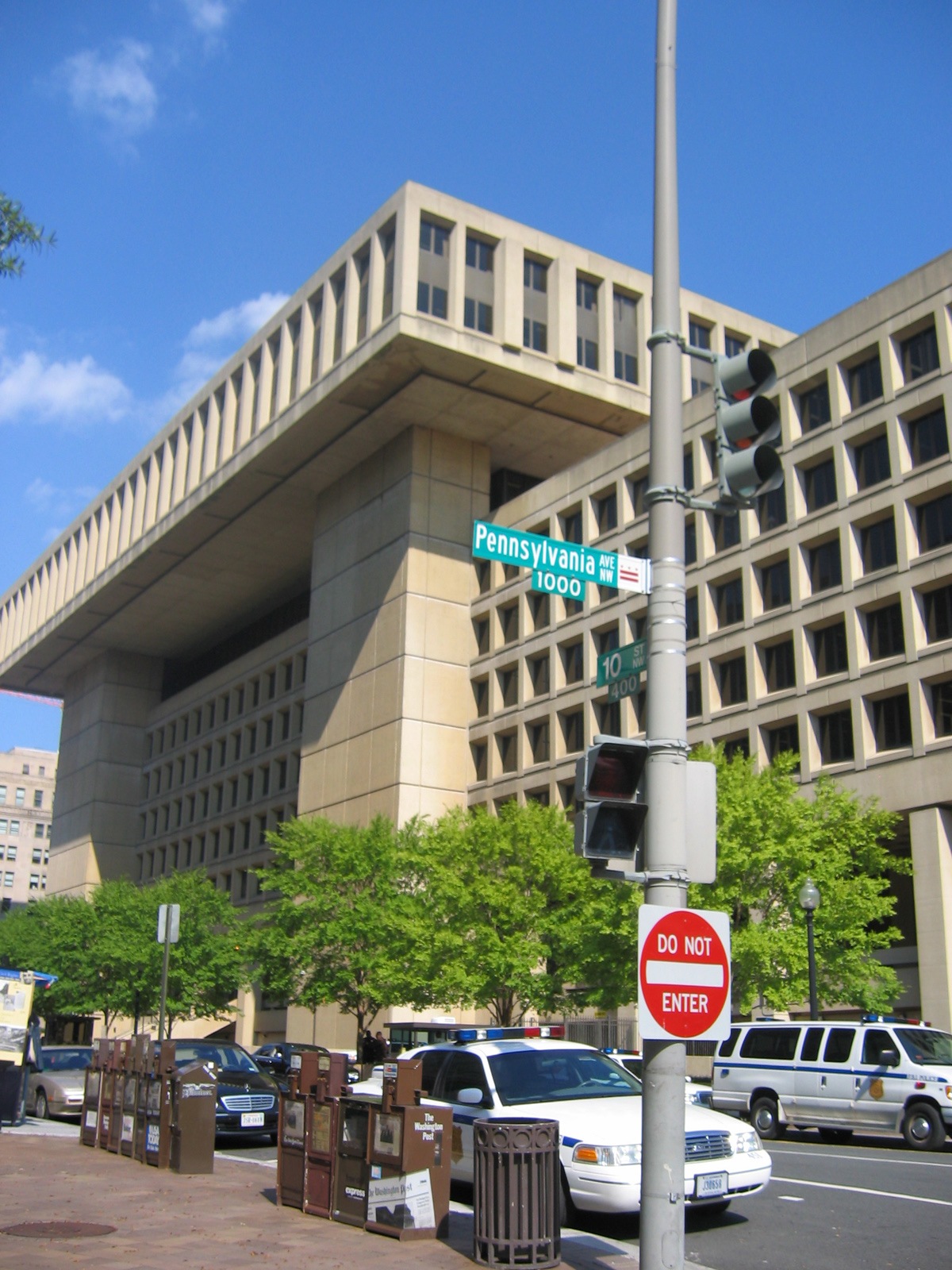
Az FBI központja Washingtonban
(J Edgar Hoover Building)

2002 júniusa óta az FBI hivatalos főfeladata a terrorelhárítás. A terrorizmus visszaszorítására született Patriot Act (kb. hazafias törvény) tovább növelte az FBI hatalmát, kifejezetten a telefonlehallgatások és az internetezés nyomon követése terén. A Patriot Act egyik legvitatottabb kitétele ugyanis feljogosítja a nyomozóirodát arra, hogy a lakók távollétében, értesítés nélkül végezzen házkutatásokat, és erről csak több héttel később adjon tájékoztatást. A Patriot Act rendelkezései alapján az FBI újrakezdte a könyvtári kölcsönzések áttekintését azon személyek esetén, akiket terrorizmussal vádolnak – könyvtári vizsgálatokat állítólag a hetvenes évek óta nem végeztek.
Az FBI feladata emellett az 1964-es egyenjogúsági törvény betartatása, illetve megsértése esetén a nyomozás lefolytatása. Az FBI emellett a DEA-vel együtt tartatja be az 1970-es kábítószertörvényt.
A fent felsorolt feladatkörök mellett azonban a testület sokkal szélesebb körű rendőri tevékenységeket is végez, szövetségi szinten gyakorlatilag a klasszikus értelemben vett (bűnügyi) rendőrség, mely minden bűntényt felderít, amely a szövetségi törvények hatálya alá esik, értve ezalatt emberrablásokat, bankrablásokat, több államban jelenlévő bűnszövetkezetek, szervezett bűnözői csoportok elleni antimaffia tevékenységet, több államban megfordult szökevények felderítését és elfogását stb. Nyomozásai során gyakran együttműködik nemcsak más szövetségi rendőri szervekkel, de állami rendőrségekkel, vagy akár seriffhivatalokkal (önkormányzati rendőrség) is.

## Az FBI története

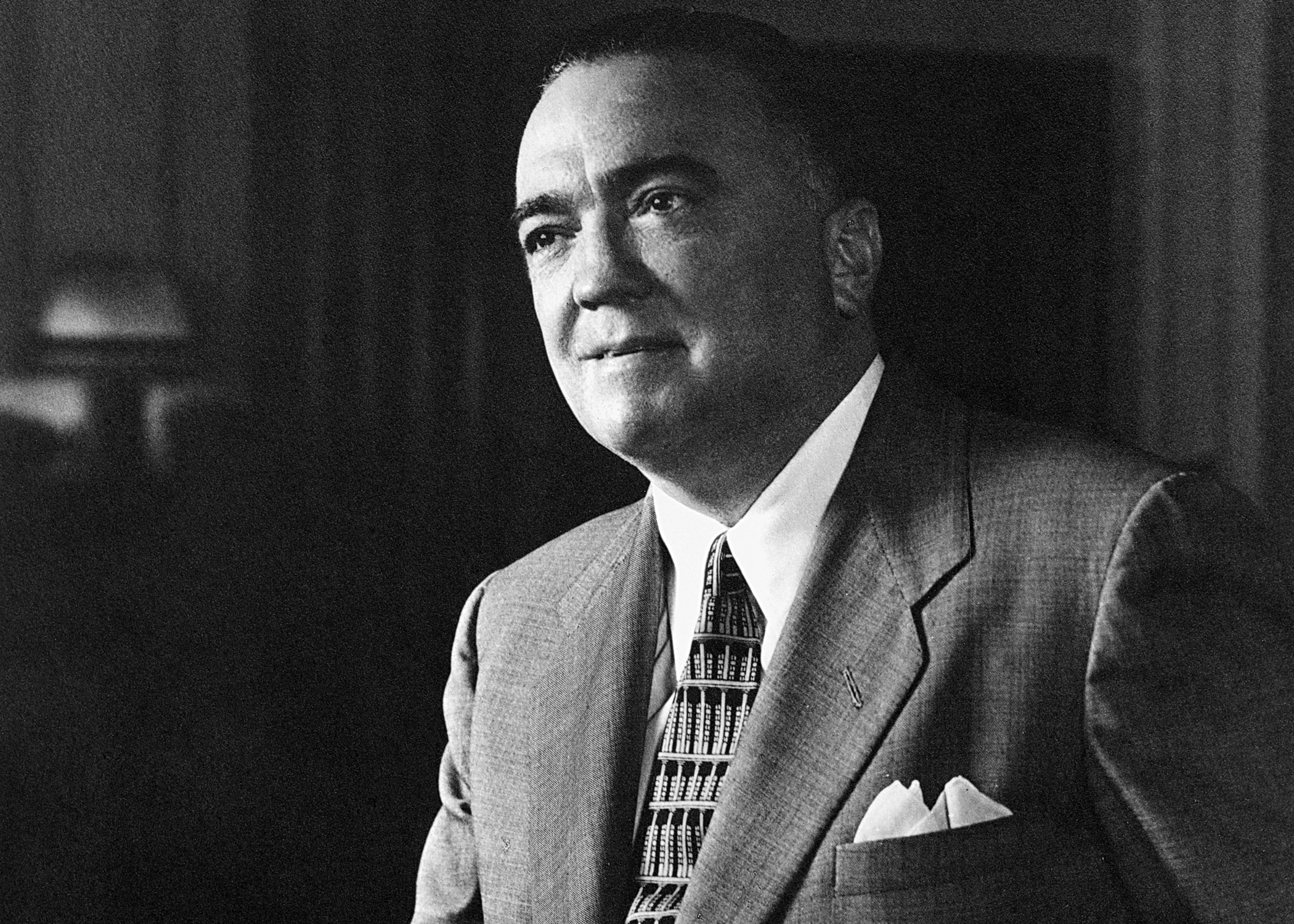
John Edgar Hoover volt az FBI igazgatója 1924–1972 között

Az FBI eredete 1908. július 26-ára vezethető vissza, amikor is Charles Joseph Bonaparte igazságügy-miniszter egy különleges ügynökökből álló testületet hozott létre Theodore Roosevelt elnöksége alatt. A szervezetet először Bureau of Investigation-nek (nyomozóiroda, BOI) hívták, és csak 1935-ben vált FBI-já.
1924. május 10-én John Edgar Hoover lett az iroda új, legtovább, 1972-ben bekövetkezett haláláig hivatalban maradó, legmeghatározóbb és leghírhedtebb, mondhatni "emblematikus" igazgatója, aki alatt a szervezet rengeteg energiát fordított olyan politikai aktivisták utáni nyomozásra, akiket semmilyen köztörvényes bűnnel nem gyanúsítottak (Albert Einstein után például szocialista értékrendje miatt nyomoztak). Hoover Washington egy viszonylag zárt, viktoriánus elveket valló társközösségébe született és nőtt fel, ezért mikor az FBI igazgatója lett tulajdonképpen ezen, számára fontossá és megkérdőjelezhetetlenné vált viktoriánus elvek FBI általi betartása és betartatása volt a legfontosabb cél számára, olykor akár jogtiprás árán is. Ezért nézett rossz szemmel minden más, megengedőbb, liberális nézeteket, amik azonban később egyre inkább, legkésőbb a hatvanas évekre Amerikában is végképp elterjedtek. Amikor Franklin Delano Roosevelt elnök lett, emlékeztette Hoovert arra, hogy szerinte a liberalizmus nem csak hogy nem számít bűnnek, de ő mint elnök és kormánya is ezt a nézetet vallja.
Hoover emellett még többek közt Martin Luther King után is nyomozott – a hírhedt nyomozás eredményeként sem bukkantak bűncselekmény nyomára, ugyanakkor a megszerzett szalagokat Hoover arra próbálta felhasználni, hogy Kinget szexuális tevékenységeinek tényével zsarolja. Ez volt a legjellemzőbb taktika, Hoover ugyanis mindvégig az FBI által összegyűjtött kompromittáló vagy annak tűnő információkkal tartotta sakkban vélt vagy valós ellenfeleit – akár elnököket is. Ezért is tudta élete végéig megőrizni igazgatói székét.
Az 1990-es években kiderült, hogy az FBI bűnügyi laborja több esetben csapnivaló munkát végzett. A labortechnikusok egyes esetekben olyan bizonyítékot kaptak, amely felmenthette volna a gyanúsítottat, ám ők azt jelentették, hogy az a gyanúsított bűnösségét igazolja. Több aktát újra meg kellett nyitni, miután a hibák sorozata napvilágra került.

### A Bureau of Investigation (BOI) igazgatói (1908 és 1935 között)
- Stanley Finch (1908–1912)
- A. Bruce Bielaski (1912–1919)
- Ügyvivő igazgató: William E. Allen (1919)
- William J. Flynn (1919–1921)
- William J. Burns (1921–1924)
- J. Edgar Hoover (1924–1935)

### A Federal Bureau of Investigation (FBI) igazgatói (1936-tól napjainkig)
1932. július 1-jén az iroda új nevet kapott United States Bureau of Investigation. Egy évvel később, 1933. július 1-jén összeolvadt az alkoholtilalommal foglalkozó Bureau of Prohibition-nal, és az új név Division of Investigation lett. Végül 1935-ben kialakult a mai napig is használt Federal Bureau of Investigation. J. Edgar Hoover halála után az FBI azt a döntést hozta, hogy a további igazgatókat legfeljebb tíz évre lehet kinevezni.
- J. Edgar Hoover (1936–1972)
- Ügyvivő igazgató: L. Patrick Gray (1972–1973)
- Ügyvivő igazgató: William D. Ruckelshaus (1973)
- Clarence M. Kelley (1973–1978)
- William H. Webster (1978–1987)
- Ügyvivő igazgató: John Otto (1987)
- William S. Sessions (1987–1993)
- Ügyvivő igazgató: Floyd I. Clarke (1993)
- Louis J. Freeh (1993–2001)
- Ügyvivő igazgató: Thomas J. Pickard (2001)
- Robert S. Mueller III (2001–2013)
- James B. Comey (2013–2017)[2]
- Christopher A. Wray (2017–2025)
- Kash Patel (2025–)

## Az FBI Akadémia
Az FBI Akadémia Virginia államban, Quantico mellett található. Az akadémiát 1972-ben nyitották meg 160 hektárnyi erdős területen, amelyet a tengerészgyalogsági bázis közelsége miatt már akkor elzártak a nagyközönség elől. Az Akadémián évi négy alkalommal 250 tanuló vesz részt egy tízhetes kurzuson.
A komplexum három kollégiumi épületből, egy étkezőből, egy könyvtárból, egy osztályterem-épületből, egy törvényszéki tudományos kutató és kiképző központból, egy ezer ülőhelyes konferenciateremből, egy kápolnából, adminisztratív épületekből, nagyméretű tornateremből, sportpályából és egy teljesen felszerelt autószerelő műhelyből áll. A főkomplexumon kívül az Akadémia területén található még a Hogans Alley-nek nevezett városi kiképzőterület, ahol tipikus kisvárosi épületek homlokzatai között képzik ki az FBI és a DEA új ügynökeit. A homlokzatok mögötti épületekben további osztálytermek, audiovizuális berendezések, raktárak, adminisztratív és karbantartási területek kapnak helyet. Hogans Alley mögött egy 2 km-es autós üldözési és defenzív vezetési tanpálya helyezkedik el. Az FBI, a DEA és más rendészeti szervezetek sokrétű lőfegyveres kiképzését egy beltéri és nyolc kültéri lőpályán, négy agyaggalamb-lövészeti területen és egy 200 méteres mesterlövész-pályán végzik.

## ILEA: FBI Akadémia Budapesten
Az egyre növekvő szervezett nemzetközi bűnözés egy része Közép- és Kelet-Európából származik. Az amerikai és magyar rendvédelmi szervek vezetői úgy látták, hogy a szervezett bűnözés visszaszorítása érdekében ezen országoknak érdemes lenne rendőrségi segítséget nyújtani.
Az amerikai és a magyar kormány ezért 1995-96-ban (az első évfolyam 1995-ben kezdett, de az oklahomai robbantás miatt a hivatalos, ünnepélyes megnyitásra csak 1996. április 26-án került sor) Budapesten létrehozta a Nemzetközi Rendészeti Akadémiát (International Law Enforcement Academy, ILEA). A megnyitón Göncz Árpád Köztársasági Elnök, Janet Reno amerikai igazságügyi miniszter, Kuncze Gábor belügyminiszter valamint 24 ország diplomáciai képviseletének vezetői mellett részt vett az alapító Louis J. Freeh FBI igazgató és Dr. Pintér Sándor Országos Rendőrfőkapitány is.
Az oktatók az Egyesült Államok és Magyarország mellett eddig Írországból, Kanadából, Nagy-Britanniából, Németországból, Olaszországból és Oroszországból érkeztek, de emellett Hollandia, Belgium, Spanyolország, Ausztria, Svédország és több másik ország is jelezte, hogy részt venne az együttműködésben.
Az ILEA-n egyszerre 130-an tanulhatnak különböző tanfolyamokon, és a quanticói FBI Akadémiához hasonlóan alakították ki nemzetközi rendészeti programot. A nyolchetes nemzetközi programban egyszerre 50 tanuló vehet részt, évi öt turnusban. A turnusokban három ország egyenként 16 tanulója vehet részt a programban; a fennmaradó két helyen pedig a befogadó ország, Magyarország rendőrei részesülnek kiképzésben. A programot az amerikai és magyar szakemberek a Kelet-európai országokban szolgáló nyomozók és rendészeti középvezetők számára készítették.
A nemzetközi program nem elsősorban a technikai ismeretekre, hanem a szervezett bűnözés elleni harcra, a vezetési képességek fejlesztésére, a személyzeti és pénzügyi menedzsmentre, az emberi jogok kérdésére, az etikára, a törvényességre, a nyomozási folyamatok kezelésére és az egyéb modern rendészeti kérdésekre helyezi a hangsúlyt.
Az ILEA területén kapott helyet a magyar Rendőrség Nemzetközi Oktatási Központja (NOK).

## Az FBI a tömegkultúrában
A kultúrában az FBI leggyakrabban filmes produkciókban mutatkozik meg. Az FBI, mint az Egyesült Államok első számú bűnüldözőszerve és ügynökei gyakori szereplői az amerikai bűnügyi filmeknek, krimiknek, illetve akciófilmeknek. Sokszor csak mellékszereplők, akik ilyenkor rendszerint zavaró tényezőként vannak bemutatva, de számos alkalommal a Nyomozóiroda a főszereplője az eseményeknek valamely komolyabb ügy kinyomozása kapcsán és ilyenkor természetesen az FBI soraiból kerülnek ki a pozitív hősök is. Ilyen filmek például A bárányok hallgatnak, a Véres munka, vagy a Gyilkosság online című film. Filmsorozatokban is gyakran főszereplő az FBI, ezekre a legismertebb példák az X-akták, a Nyomtalanul, a Gyilkos számok, a Döglött akták, a Dr. Csont vagy a Gyilkos elmék. Az FBI a 24 nevű thriller-akció sorozatban is előfordul, a 7. évad szinte teljesen az FBI-ról szól.